# 2025-ös WTA 125K versenysorozat
A 2025-ös WTA 125K versenysorozat a WTA által szervezett nemzetközi versenysorozat az élvonalat követő profi női teniszezők számára. A tornák díjalapja néhány kivételtől eltekintve általában 115 000 amerikai dollár.

## Szerezhető ranglistapontok
Rövidítések: Gy=győzelem; D=döntős; ED=elődöntős; ND=negyeddöntős; R16=16 között; R32=32 között; Q=kvalfikációt szerzett; Q2=kvalifikáció 2. fordulója; Q1=kvalifikáció 1. fordulója.
| Esemény               | Gy  | D  | ED | ND | R16 | R32 | R64 | R128 | Q | Q2 | Q1 |
| --------------------- | --- | -- | -- | -- | --- | --- | --- | ---- | - | -- | -- |
| Egyéni (32 résztvevő) | 125 | 81 | 49 | 27 | 15  | 1   | –   | –    | 6 | 4  | 1  |
| Páros (16 pár)        | 125 | 81 | 49 | 27 | 1   | –   | –   | –    | – | –  | –  |
| Páros (8 pár)         | 125 | 81 | 49 | 1  | –   | –   | –   | –    | – | –  | –  |

## Versenynaptár
| Kezdő dátum   | Torna                                                                                                | Bajnok                                              | Döntős                                    | Elődöntősök                                    | Negyeddöntősök                                                              |
| ------------- | --- | --------------------------------------------------- | ----------------------------------------- | ---------------------------------------------- | --------------------------------------------------------------------------- |
| December 30   | Workday Canberra International Canberra, Ausztrália Kemény – $200,000 – 32E/32Q/16P                  | Aoi Ito 6–4, 6–3                                    | Vej Sze-csia                              | Nuria Párrizas Díaz Alexandra Eala             | Okszana Szelehmetyeva Nina Stojanović Simona Waltert Taylah Preston         |
| December 30   | Workday Canberra International Canberra, Ausztrália Kemény – $200,000 – 32E/32Q/16P                  | Jaimee Fourlis Petra Hule 7–5, 4–6, [10–6]          | Darja Semeņistaja Nina Stojanović         | Nuria Párrizas Díaz Alexandra Eala             | Okszana Szelehmetyeva Nina Stojanović Simona Waltert Taylah Preston         |
| Február 3     | L&T Mumbai Open Mumbai, India Kemény – $115,000 – 32E/16Q/16P                                        | Jil Teichmann 6–3, 6–4                              | Mananchaya Sawangkaew                     | Maaya Rajeshwaran Revathi Rebecca Marino       | Shrivalli Bhamidipaty Mei Yamaguchi Lanlana Tararudee Hontama Mai           |
| Február 3     | L&T Mumbai Open Mumbai, India Kemény – $115,000 – 32E/16Q/16P                                        | Amina Ansba Jelena Pridankina 7–6(4), 2–6, [10–7]   | Arianne Hartono Prarthana Thombare        | Maaya Rajeshwaran Revathi Rebecca Marino       | Shrivalli Bhamidipaty Mei Yamaguchi Lanlana Tararudee Hontama Mai           |
| Február 10    | Cancún Tennis Open Cancún, Mexikó Kemény – $115,000 – 32E/16Q/16P                                    | Emiliana Arango 6–2, 6–1                            | Carson Branstine                          | Francesca Jones Maya Joint                     | Irina Simanovics Séléna Janicijevic Solana Sierra Katarzyna Kawa            |
| Február 10    | Cancún Tennis Open Cancún, Mexikó Kemény – $115,000 – 32E/16Q/16P                                    | Maya Joint Taylah Preston 6–4, 6–3                  | Aliona Bolsova Yvonne Cavallé Reimers     | Francesca Jones Maya Joint                     | Irina Simanovics Séléna Janicijevic Solana Sierra Katarzyna Kawa            |
| Március 17    | Antalya Challenger Antalya, Törökország Salak – $115,000 – 32E/16Q/16P                               | Anca Todoni 6–3, 6–2                                | Leyre Romero Gormaz                       | Clara Burel Maja Chwalińska                    | Chloé Paquet Arantxa Rus Victoria Jiménez Kasintseva Elsa Jacquemot         |
| Március 17    | Antalya Challenger Antalya, Törökország Salak – $115,000 – 32E/16Q/16P                               | Maja Chwalińska Anastasia Dețiuc 4–6, 6–3, [10–2]   | Jesika Malečková Miriam Škoch             | Clara Burel Maja Chwalińska                    | Chloé Paquet Arantxa Rus Victoria Jiménez Kasintseva Elsa Jacquemot         |
| Március 24    | Puerto Vallarta Open Puerto Vallarta, Mexikó Kemény – $115,000 – 32E/16Q/8P                          | Jaqueline Cristian 7–5, 6–4                         | Linda Fruhvirtová                         | Rebeka Masarova Heather Watson                 | Tatjana Maria Maddison Inglis Marina Stakusic Maya Joint                    |
| Március 24    | Puerto Vallarta Open Puerto Vallarta, Mexikó Kemény – $115,000 – 32E/16Q/8P                          | Hanna Chang Christina McHale 2–6, 6–2, [10–7]       | Maya Joint Sibahara Ena                   | Rebeka Masarova Heather Watson                 | Tatjana Maria Maddison Inglis Marina Stakusic Maya Joint                    |
| Március 24    | Antalya Challenger 2 Antalya, Törökország Salak – $115,000 – 32E/16Q/16P                             | Olga Danilović 6–2, 6–3                             | Victoria Jiménez Kasintseva               | Okszana Szelehmetyeva Veronika Erjavec         | Simona Waltert Tamara Zidanšek María Lourdes Carlé Jessica Bouzas Maneiro   |
| Március 24    | Antalya Challenger 2 Antalya, Törökország Salak – $115,000 – 32E/16Q/16P                             | María Lourdes Carlé Simona Waltert 3–6, 7–5, [10–3] | Maja Chwalińska Anastasia Dețiuc          | Okszana Szelehmetyeva Veronika Erjavec         | Simona Waltert Tamara Zidanšek María Lourdes Carlé Jessica Bouzas Maneiro   |
| Március 31    | Open Internacional Femení Solgironès La Bisbal d’Empordà, Spanyolország Salak – $115,000 – 32E/8Q/8P | Darja Semeņistaja 5–7, 6–0, 6–4                     | Gálfi Dalma                               | Udvardy Panna Aliona Bolsova                   | Eva Lys Alizé Cornet Guiomar Maristany Caroline Werner                      |
| Március 31    | Open Internacional Femení Solgironès La Bisbal d’Empordà, Spanyolország Salak – $115,000 – 32E/8Q/8P | Magali Kempen Anna Sisková 7–6(1), 6–1              | Darja Semeņistaja Nina Stojanović         | Udvardy Panna Aliona Bolsova                   | Eva Lys Alizé Cornet Guiomar Maristany Caroline Werner                      |
| Március 31    | Antalya Challenger 3 Antalya, Törökország Salak – $115,000 – 32E/16Q/16P                             | Solana Sierra 6–3, 6–4                              | Leyre Romero Gormaz                       | Astra Sharma Tara Würth                        | Bondár Anna Lia Karatancheva Cseng Vu-suang Simona Waltert                  |
| Március 31    | Antalya Challenger 3 Antalya, Törökország Salak – $115,000 – 32E/16Q/16P                             | Bondár Anna Simona Waltert 7–5, 2–6, [10–6]         | Alicia Barnett Elixane Lechemia           | Astra Sharma Tara Würth                        | Bondár Anna Lia Karatancheva Cseng Vu-suang Simona Waltert                  |
| Április 14    | Oeiras Ladies Open Oeiras, Portugália Salak – $115,000 – 32E/16Q/16P                                 | Gálfi Dalma 4–6, 6–1, 6–2                           | Katie Volynets                            | Varvara Lepchenko Simona Waltert               | Udvardy Panna Jelena Pridankina Nina Stojanović Victoria Jiménez Kasintseva |
| Április 14    | Oeiras Ladies Open Oeiras, Portugália Salak – $115,000 – 32E/16Q/16P                                 | Francisca Jorge Matilde Jorge 6–1, 6–2              | Anastasia Dețiuc Patricia Maria Țig       | Varvara Lepchenko Simona Waltert               | Udvardy Panna Jelena Pridankina Nina Stojanović Victoria Jiménez Kasintseva |
| Április 28    | L'Open 35 de Saint-Malo Saint-Malo, Franciaország Salak – $115,000 – 32E/16Q/16P                     | Ószaka Naomi 6–1, 7–5                               | Kaja Juvan                                | Viktorija Golubic Léolia Jeanjean              | McCartney Kessler Katie Volynets Fiona Ferro Elsa Jacquemot                 |
| Április 28    | L'Open 35 de Saint-Malo Saint-Malo, Franciaország Salak – $115,000 – 32E/16Q/16P                     | Maia Lumsden Ninomija Makoto 7–5, 6–2               | Okszana Kalasnikova Angelica Moratelli    | Viktorija Golubic Léolia Jeanjean              | McCartney Kessler Katie Volynets Fiona Ferro Elsa Jacquemot                 |
| Április 28    | Catalonia Open Vic, Spanyolország Salak – $115,000 – 32E/16Q/16P                                     | Gálfi Dalma 6–3, 6–0                                | Rebeka Masarova                           | Aljakszandra Szasznovics Okszana Szelehmetyeva | Carlota Martínez Círez Kateřina Siniaková Guiomar Maristany Aliona Bolsova  |
| Április 28    | Catalonia Open Vic, Spanyolország Salak – $115,000 – 32E/16Q/16P                                     | Bianca Andreescu Aldila Sutjiadi 6–2, 6–4           | Leylah Fernandez Lulu Sun                 | Aljakszandra Szasznovics Okszana Szelehmetyeva | Carlota Martínez Círez Kateřina Siniaková Guiomar Maristany Aliona Bolsova  |
| Május 12      | Clarins Open Párizs, Franciaország Salak – $115,000 – 32E/16Q/16P                                    | Katie Boulter 3–6, 6–2, 6–3                         | Chloé Paquet                              | Aljakszandra Szasznovics Varvara Gracsova      | Amanda Anisimova Julie Belgraver Kamilla Rahimova Elsa Jacquemot            |
| Május 12      | Clarins Open Párizs, Franciaország Salak – $115,000 – 32E/16Q/16P                                    | Irina Hromacsova Stollár Fanny 4–6, 7–6(5), [10–5]  | Tereza Mihalíková Olivia Nicholls         | Aljakszandra Szasznovics Varvara Gracsova      | Amanda Anisimova Julie Belgraver Kamilla Rahimova Elsa Jacquemot            |
| Május 12      | Parma Ladies Open Parma, Olaszország Salak – $115,000 – 32E/16Q/16P                                  | Mayar Sherif 6–4, 6–4                               | Victoria Mboko                            | Simona Waltert Irina-Camelia Begu              | Julija Putyinceva Marina Stakusic Bondár Anna Vang Hszin-jü                 |
| Május 12      | Parma Ladies Open Parma, Olaszország Salak – $115,000 – 32E/16Q/16P                                  | Jesika Malečková Miriam Škoch 6–2, 6–0              | Sabrina Santamaria Tang Csien-huj         | Simona Waltert Irina-Camelia Begu              | Julija Putyinceva Marina Stakusic Bondár Anna Vang Hszin-jü                 |
| Június 2      | Birmingham Open Birmingham, Egyesült Királyság Fű – $115,000 – 32E/24Q/16P                           | Greet Minnen 6–2, 6–1                               | Linda Fruhvirtová                         | Jessika Ponchet Rebeka Masarova                | Mingge Xu Lucrezia Stefanini Robin Montgomery Kimberly Birrell              |
| Június 2      | Birmingham Open Birmingham, Egyesült Királyság Fű – $115,000 – 32E/24Q/16P                           | Destanee Aiava Cristina Bucșa 6–4, 6–2              | Alicia Barnett Elixane Lechemia           | Jessika Ponchet Rebeka Masarova                | Mingge Xu Lucrezia Stefanini Robin Montgomery Kimberly Birrell              |
| Június 2      | Makarska Open Makarska, Horvátország Salak – $115,000 – 32E/8Q/8P                                    | Sára Bejlek 6–0, 6–1                                | Victoria Jiménez Kasintseva               | Maya Joint Lola Radivojević                    | Darja Semeņistaja Mayar Sherif Petra Marčinko Mona Barthel                  |
| Június 2      | Makarska Open Makarska, Horvátország Salak – $115,000 – 32E/8Q/8P                                    | Jesika Malečková Miriam Škoch 2–6, 6–3, [10–4]      | Okszana Kalasnikova Jelena Pridankina     | Maya Joint Lola Radivojević                    | Darja Semeņistaja Mayar Sherif Petra Marčinko Mona Barthel                  |
| Június 2      | Open delle Puglie Bari, Olaszország Salak – $115,000 – 32E/8Q/8P                                     | Anca Todoni 6–7(4), 6–4, 6–4                        | Bondár Anna                               | Kathinka von Deichmann Nuria Párrizas Díaz     | Ana Bogdan Jil Teichmann Irina Simanovics Viktorija Tomova                  |
| Június 2      | Open delle Puglie Bari, Olaszország Salak – $115,000 – 32E/8Q/8P                                     | Marija Kozireva Irina Simanovics 3–6, 6–4, [10–7]   | Quinn Gleason Ingrid Martins              | Kathinka von Deichmann Nuria Párrizas Díaz     | Ana Bogdan Jil Teichmann Irina Simanovics Viktorija Tomova                  |
| Június 9      | Ilkley Open Ilkley, Egyesült Királyság Fű – $115,000 – 32E/24Q/16P                                   | Iva Jovic 6–1, 6–3                                  | Rebecca Marino                            | Céline Naef Viktorija Golubic                  | Alexandra Eala Amarni Banks Talia Gibson Diane Parry                        |
| Június 9      | Ilkley Open Ilkley, Egyesült Királyság Fű – $115,000 – 32E/24Q/16P                                   | Isabelle Haverlag Simona Waltert 6–1, 6–1           | Vitalija Gyjacsenko Eden Silva            | Céline Naef Viktorija Golubic                  | Alexandra Eala Amarni Banks Talia Gibson Diane Parry                        |
| Június 9      | Città di Grado Tennis Cup Grado, Olaszország Salak– $115,000 – 32E/13Q/16P                           | Tereza Valentová 6–2, 4–6, 6–1                      | Barbora Palicová                          | Petra Marčinko Dominika Šalková                | Veronika Erjavec Tyra Caterina Grant Sinja Kraus Julia Grabher              |
| Június 9      | Città di Grado Tennis Cup Grado, Olaszország Salak– $115,000 – 32E/13Q/16P                           | Quinn Gleason Ingrid Martins 6–2, 5–7, [10–5]       | Veronika Erjavec Dominika Šalková         | Petra Marčinko Dominika Šalková                | Veronika Erjavec Tyra Caterina Grant Sinja Kraus Julia Grabher              |
| Június 9      | Open Internacional de Valencia Valencia, Spanyolország Salak – $115,000 – 32E/16Q/8P                 | Nuria Párrizas Díaz 7–5, 7–6(9)                     | Louisa Chirico                            | Hanne Vandewinkel Kao Hszin-jü                 | Solana Sierra Mona Barthel Irina Simanovics Sára Bejlek                     |
| Június 9      | Open Internacional de Valencia Valencia, Spanyolország Salak – $115,000 – 32E/16Q/8P                 | Marija Kozireva Irina Simanovics 6–3, 6–4           | Yvonne Cavallé Reimers Ángela Fita Boluda | Hanne Vandewinkel Kao Hszin-jü                 | Solana Sierra Mona Barthel Irina Simanovics Sára Bejlek                     |
| Július 7      | Hall of Fame Open Newport, Egyesült Államok Fű – $115,000 – 32E/16Q/16P                              | Catherine McNally 2–6, 6–4, 6–2                     | Tatjana Maria                             | Carol Zhao Elizabeth Mandlik                   | Sayaka Ishii Alana Smith Talia Gibson Lucrezia Stefanini                    |
| Július 7      | Hall of Fame Open Newport, Egyesült Államok Fű – $115,000 – 32E/16Q/16P                              | Carmen Corley Ivana Corley 7–6(4), 6–3              | Arianne Hartono Prarthana Thombare        | Carol Zhao Elizabeth Mandlik                   | Sayaka Ishii Alana Smith Talia Gibson Lucrezia Stefanini                    |
| Július 7      | Swedish Open Båstad, Svédország Salak – $115,000 – 32E/16P                                           | Elisabetta Cocciaretto 6–3, 6–4                     | Katarzyna Kawa                            | Antonia Ružić Mayar Sherif                     | Lucia Bronzetti Louisa Chirico Gálfi Dalma Darja Semeņistaja                |
| Július 7      | Swedish Open Båstad, Svédország Salak – $115,000 – 32E/16P                                           | Jesika Malečková Miriam Škoch 6–4, 6–3              | Irene Burillo Berfu Cengiz                | Antonia Ružić Mayar Sherif                     | Lucia Bronzetti Louisa Chirico Gálfi Dalma Darja Semeņistaja                |
| Július 7      | Grand Est Open 88 Contrexéville, Franciaország Salak – $115,000 – 32E/16Q/8P                         | Francesca Jones 6–4, 7–6(2)                         | Elsa Jacquemot                            | Okszana Szelehmetyeva Petra Marčinko           | Varvara Gracsova Simona Waltert Rebeka Masarova Lola Radivojević            |
| Július 7      | Grand Est Open 88 Contrexéville, Franciaország Salak – $115,000 – 32E/16Q/8P                         | Quinn Gleason Ingrid Martins 6–1, 7–6(4)            | Emily Appleton Isabelle Haverlag          | Okszana Szelehmetyeva Petra Marčinko           | Varvara Gracsova Simona Waltert Rebeka Masarova Lola Radivojević            |
| Július 14     | ATV Tennis Open Róma, Olaszország Salak– $115,000 – 32S/16Q/8D                                       | Petra Marčinko 6–3, 4–6, 6–3                        | Okszana Szelehmetyeva                     | Tamara Zidanšek Darja Semeņistaja              | Varvara Lepchenko Dalila Spiteri Alisa Oktiabreva Tyra Caterina Grant       |
| Július 14     | ATV Tennis Open Róma, Olaszország Salak– $115,000 – 32S/16Q/8D                                       | Cho I-hsuan Cho Yi-tsen 4–6, 6–4, [10–6]            | Ekaterine Gorgodze Darja Semeņistaja      | Tamara Zidanšek Darja Semeņistaja              | Varvara Lepchenko Dalila Spiteri Alisa Oktiabreva Tyra Caterina Grant       |
| Július 14     | Porto Open Porto, Portugália Kemény – $115,000 – 32S/16Q/16D                                         | CZE}} Tereza Valentová 6–4, 6–2                     | Lanlana Tararudee                         | Himeno Sakatsume Anna-Lena Friedsam            | Vitalija Gyjacsenko Kao Hszin-jü Angelina Voloshchuk Hontama Mai            |
| Július 14     | Porto Open Porto, Portugália Kemény – $115,000 – 32S/16Q/16D                                         | Carmen Corley Ivana Corley 6–3, 6–1                 | Liang En-shuo Peangtarn Plipuech          | Himeno Sakatsume Anna-Lena Friedsam            | Vitalija Gyjacsenko Kao Hszin-jü Angelina Voloshchuk Hontama Mai            |
| Július 21     | Palermo Ladies Open Palermo, Olaszország Salak – $115,000 – 32S/16Q/8D                               | Francesca Jones 6–3, 6–2                            | Anouk Koevermans                          | Tatyjana Prozorova Julia Grabher               | Hanne Vandewinkel Udvardy Panna Kaitlin Quevedo Tamara Zidanšek             |
| Július 21     | Palermo Ladies Open Palermo, Olaszország Salak – $115,000 – 32S/16Q/8D                               | Estelle Cascino Feng Shuo 6–2, 6–7(2), [10–7]       | Momoko Kobori Ayano Shimizu               | Tatyjana Prozorova Julia Grabher               | Hanne Vandewinkel Udvardy Panna Kaitlin Quevedo Tamara Zidanšek             |
| Július 28     | Polish Open Varsó, Lengyelország Kemény – $115,000 – 32S/8Q/8D                                       | Kateřina Siniaková 6–1, 6–2                         | Viktorija Golubic                         | Victoria Jiménez Kasintseva Dominika Šalková   | Alina Kornyejeva Ella Seidel Darija Sznyihur Kyōka Okamura                  |
| Július 28     | Polish Open Varsó, Lengyelország Kemény – $115,000 – 32S/8Q/8D                                       | Weronika Falkowska Dominika Šalková 6–2, 6–1        | Isabelle Haverlag Martyna Kubka           | Victoria Jiménez Kasintseva Dominika Šalková   | Alina Kornyejeva Ella Seidel Darija Sznyihur Kyōka Okamura                  |
| Szeptember 1  | WTA Changsha Open Csangsa, Kína Salak – $115,000 – 32S/16Q/8D                                        | vs                                                  | vs                                        | vs                                             | vs                                                                          |
| Szeptember 1  | WTA Changsha Open Csangsa, Kína Salak – $115,000 – 32S/16Q/8D                                        | / vs /                                              |                                           | vs                                             | vs                                                                          |
| Szeptember 1  | Guadalajara 125 Open Guadalajara, Mexikó Kemény – $115,000 – 32S/8Q/8D                               | vs                                                  | vs                                        | vs                                             | vs                                                                          |
| Szeptember 1  | Guadalajara 125 Open Guadalajara, Mexikó Kemény – $115,000 – 32S/8Q/8D                               | / vs /                                              |                                           | vs                                             | vs                                                                          |
| Szeptember 1  | Montreux Ladies Open Montreux, Svájc Salak – $115,000 – 32S/16Q/8D                                   | vs                                                  | vs                                        | vs                                             | vs                                                                          |
| Szeptember 1  | Montreux Ladies Open Montreux, Svájc Salak – $115,000 – 32S/16Q/8D                                   | / vs /                                              |                                           | vs                                             | vs                                                                          |
| Szeptember 8  | WTA 125 Huzhou Open Hucsou, Kína Salak – $115,000 – 32S/16Q/8D                                       | vs                                                  | vs                                        | vs                                             | vs                                                                          |
| Szeptember 8  | WTA 125 Huzhou Open Hucsou, Kína Salak – $115,000 – 32S/16Q/8D                                       | / vs /                                              |                                           | vs                                             | vs                                                                          |
| Szeptember 8  | BMW Ljubljana Open Ljubljana, Szlovénia Salak – $115,000 – 32S/8Q/8D                                 | vs                                                  | vs                                        | vs                                             | vs                                                                          |
| Szeptember 8  | BMW Ljubljana Open Ljubljana, Szlovénia Salak – $115,000 – 32S/8Q/8D                                 | / vs /                                              |                                           | vs                                             | vs                                                                          |
| Szeptember 8  | Open Internacional de San Sebastián San Sebastián, Spanyolország Salak – $115,000 – 32S/16Q/8D       | vs                                                  | vs                                        | vs                                             | vs                                                                          |
| Szeptember 8  | Open Internacional de San Sebastián San Sebastián, Spanyolország Salak – $115,000 – 32S/16Q/8D       | / vs /                                              |                                           | vs                                             | vs                                                                          |
| Szeptember 15 | Tolentino Open Tolentino, Olaszország Salak – $115,000 – 32S/16Q/8D                                  | vs                                                  | vs                                        | vs                                             | vs                                                                          |
| Szeptember 15 | Tolentino Open Tolentino, Olaszország Salak – $115,000 – 32S/16Q/8D                                  | / vs /                                              |                                           | vs                                             | vs                                                                          |
| Szeptember 15 | Caldas da Rainha Ladies Open Caldas da Rainha, Portugália Kemény – $115,000 – 32S/16Q/8D             | vs                                                  | vs                                        | vs                                             | vs                                                                          |
| Szeptember 15 | Caldas da Rainha Ladies Open Caldas da Rainha, Portugália Kemény – $115,000 – 32S/16Q/8D             | / vs /                                              |                                           | vs                                             | vs                                                                          |
| Szeptember 22 | Jingshan Tennis Open Csingsan, Kína Kemény – $115,000 – 32S/8Q/8D                                    | vs                                                  | vs                                        | vs                                             | vs                                                                          |
| Szeptember 22 | Jingshan Tennis Open Csingsan, Kína Kemény – $115,000 – 32S/8Q/8D                                    | / vs /                                              |                                           | vs                                             | vs                                                                          |
| Szeptember 29 | Reggio Calabria International Cosenza, Olaszország Salak – $115,000 – 32S/16Q/8D                     | vs                                                  | vs                                        | vs                                             | vs                                                                          |
| Szeptember 29 | Reggio Calabria International Cosenza, Olaszország Salak – $115,000 – 32S/16Q/8D                     | / vs /                                              |                                           | vs                                             | vs                                                                          |
| Szeptember 29 | Suzhou Ladies Open Szucsou, Kína Kemény – $115,000 – 32S/8Q/8D                                       | vs                                                  | vs                                        | vs                                             | vs                                                                          |
| Szeptember 29 | Suzhou Ladies Open Szucsou, Kína Kemény – $115,000 – 32S/8Q/8D                                       | / vs /                                              |                                           | vs                                             | vs                                                                          |
| Október 6     | Mallorca Women's Championships Mallorca, Spanyolország Salak – $115,000 – 32S                        | vs                                                  | vs                                        | vs                                             | vs                                                                          |
| Október 6     | Mallorca Women's Championships Mallorca, Spanyolország Salak – $115,000 – 32S                        | / vs /                                              |                                           | vs                                             | vs                                                                          |
| Október 6     | Olbia Open Olbia, Olaszország Kemény – $115,000 – 32S/8Q/16D                                         | vs                                                  | vs                                        | vs                                             | vs                                                                          |
| Október 6     | Olbia Open Olbia, Olaszország Kemény – $115,000 – 32S/8Q/16D                                         | / vs /                                              |                                           | vs                                             | vs                                                                          |
| Október 13    | Jinan Open Csinan, Kína Kemény– $115,000 – 32S/8Q/8D                                                 | vs                                                  | vs                                        | vs                                             | vs                                                                          |
| Október 13    | Jinan Open Csinan, Kína Kemény– $115,000 – 32S/8Q/8D                                                 | / vs /                                              |                                           | vs                                             | vs                                                                          |
| Október 13    | Abierto Tampico Tampico, Mexikó Kemény – $115,000 – 32S/8Q/8D                                        | vs                                                  | vs                                        | vs                                             | vs                                                                          |
| Október 13    | Abierto Tampico Tampico, Mexikó Kemény – $115,000 – 32S/8Q/8D                                        | / vs /                                              |                                           | vs                                             | vs                                                                          |
| Október 20    | Querétaro Open Santiago de Querétaro, Mexikó Kemény – $115,000 – 32S/8Q/8D                           | vs                                                  | vs                                        | vs                                             | vs                                                                          |
| Október 20    | Querétaro Open Santiago de Querétaro, Mexikó Kemény – $115,000 – 32S/8Q/8D                           | / vs /                                              |                                           | vs                                             | vs                                                                          |
| Október 20    | Internazionali di Tennis Città di Rovereto Rovereto, Olaszország Kemény (f) – $115,000 – 32S/8Q/8D   | vs                                                  | vs                                        | vs                                             | vs                                                                          |
| Október 20    | Internazionali di Tennis Città di Rovereto Rovereto, Olaszország Kemény (f) – $115,000 – 32S/8Q/8D   | / vs /                                              |                                           | vs                                             | vs                                                                          |
| November 3    | Austin WTA 125 Austin, Amerikai Egyesült Államok Kemény – $115,000 – 32S/8Q/8D                       | vs                                                  | vs                                        | vs                                             | vs                                                                          |
| November 3    | Austin WTA 125 Austin, Amerikai Egyesült Államok Kemény – $115,000 – 32S/8Q/8D                       | / vs /                                              |                                           | vs                                             | vs                                                                          |
| November 3    | Copa LP Chile Colina, Chile Salak – $115,000 – 32S/16Q/8D                                            | vs                                                  | vs                                        | vs                                             | vs                                                                          |
| November 3    | Copa LP Chile Colina, Chile Salak – $115,000 – 32S/16Q/8D                                            | / vs /                                              |                                           | vs                                             | vs                                                                          |
| November 24   | WTA Argentine Open Buenos Aires, Argentína Salak – $115,000 – 32S/16Q/8D                             | vs                                                  | vs                                        | vs                                             | vs                                                                          |
| November 24   | WTA Argentine Open Buenos Aires, Argentína Salak – $115,000 – 32S/16Q/8D                             | / vs /                                              |                                           | vs                                             | vs                                                                          |
| November 24   | WTA Osijek Open Eszék, Horvátország Salak – $115,000 – 32S/16Q/8D                                    | vs                                                  | vs                                        | vs                                             | vs                                                                          |
| November 24   | WTA Osijek Open Eszék, Horvátország Salak – $115,000 – 32S/16Q/8D                                    | / vs /                                              |                                           | vs                                             | vs                                                                          |
| December 1    | Open Angers Arena Loire Angers, Franciaország Kemény (f) – $115,000 – 32S/8Q/8D                      | vs                                                  | vs                                        | vs                                             | vs                                                                          |
| December 1    | Open Angers Arena Loire Angers, Franciaország Kemény (f) – $115,000 – 32S/8Q/8D                      | / vs /                                              |                                           | vs                                             | vs                                                                          |
| December 8    | Open de Limoges Limoges, Franciaország Keemény (f) – $115,000 – 32S/8Q/8D                            | vs                                                  | vs                                        | vs                                             | vs                                                                          |
| December 8    | Open de Limoges Limoges, Franciaország Keemény (f) – $115,000 – 32S/8Q/8D                            | / vs /                                              |                                           | vs                                             | vs                                                                          |